# Manu Fuster
Manuel Fuster Lázaro, meglio noto come Manu Fuster (Valencia, 22 ottobre 1997), è un calciatore spagnolo, centrocampista del Las Palmas.

## Caratteristiche tecniche
È un centrocampista offensivo.

## Carriera
Cresciuto nel settore giovanile di Valencia ed Huracán Valencia, inizia la propria carriera professionistica nella stagione 2016-2017 in Tercera División con la maglia dell'Olímpic Xàtiva, dove segna 10 reti in 33 partite; l'anno seguente si trasferisce al Guijuelo dove disputa due stagioni in Segunda División B. Il 22 luglio 2019 viene acquistato dall'Albacete, con cui debutta in Segunda División il 18 settembre contro l'Huesca.

## Statistiche
Statistiche aggiornate al 22 gennaio 2021.

### Presenze e reti nei club
| Stagione        | Squadra         | Campionato      | Campionato | Campionato | Coppe nazionali | Coppe nazionali | Coppe nazionali | Coppe continentali | Coppe continentali | Coppe continentali | Altre coppe | Altre coppe | Altre coppe | Totale | Totale | Totale |
| Stagione        | Squadra         | Comp            | Pres       | Reti       | Comp            | Pres            | Reti            | Comp               | Pres               | Reti               | Comp        | Pres        | Reti        | Pres   | Reti   |        |
| --------------- | --------------- | --------------- | ---------- | ---------- | --------------- | --------------- | --------------- | ------------------ | ------------------ | ------------------ | ----------- | ----------- | ----------- | ------ | ------ | ------ |
| 2016-2017       | Olímpic Xàtiva  | TD              | 33         | 10         | CR              | 0               | 0               |                    | -                  | -                  |             | -           | -           | 33     | 10     |        |
| 2017-2018       | Guijuelo        | SDB             | 35         | 4          | CR              | 0               | 0               |                    | -                  | -                  |             | -           | -           | 35     | 4      |        |
| 2018-2019       | Guijuelo        | SDB             | 29         | 5          | CR              | 0               | 0               |                    | -                  | -                  |             | -           | -           | 29     | 5      |        |
| Totale Guijuelo | Totale Guijuelo | Totale Guijuelo | 64         | 9          |                 | 0               | 0               |                    | -                  | -                  |             | -           | -           | 64     | 9      |        |
| 2019-2020       | Albacete        | SD              | 31         | 4          | CR              | 2               | 0               |                    | -                  | -                  |             | -           | -           | 33     | 4      |        |
| 2020-2021       | Albacete        | SD              | 19         | 1          | CR              | 1               | 0               |                    | -                  | -                  |             | -           | -           | 20     | 1      |        |
| Totale Albacete | Totale Albacete | Totale Albacete | 50         | 5          |                 | 3               | 0               |                    | -                  | -                  |             | -           | -           | 53     | 5      |        |
| Totale carriera | Totale carriera | Totale carriera | 147        | 24         |                 | 3               | 0               |                    | -                  | -                  |             | -           | -           | 150    | 24     |        |